# 트라이얼 오브 더 시카고 7
《트라이얼 오브 더 시카고 7》(영어: The Trial of the Chicago 7)은 2020년 개봉한 미국의 범죄 드라마 영화이다. 아론 소킨이 감독과 각본을 맡았다.
원래는 파라마운트 픽처스를 통해 극장 개봉될 계획이었으나, 코로나19 범유행으로 인해 극장 개봉이 힘들어지면서 배급권이 넷플릭스로 판매되었다.

## 줄거리
1968년 8월, 시카고에서 열린 민주당 전당대회에서 반전 시위를 계획하던 애비 호프먼, 제리 루빈, 톰 헤이든, 레니 데이비스, 데이비드 델린저, 리 와이너, 존 프로인스, 그리고 바비 실은 5개월 후 폭동을 선동하려 주 경계를 넘었다는 혐의로 체포된다. 법무장관은 톰 포런과 리처드 슐츠를 검사로 임명하고, 실을 제외한 모든 피고인은 윌리엄 쿤슬러와 레너드 와인글라스 변호사의 도움을 받는다. 재판장 줄리어스 호프먼 판사는 검찰 측에 편파적인 태도를 보이며, 특히 자신과 애비 호프먼이 친척이 아니라는 점을 강조한다. 실의 변호사인 찰스 게리가 병으로 불참하게 되자, 호프먼 판사는 쿤슬러에게 실을 변호하라고 강요하지만, 쿤슬러와 실 모두 이를 거부한다. 법정에서 애비 호프먼은 노골적으로 법정을 도발하고, 호프먼 판사는 피고인들에게 동정적인 두 명의 배심원을 해고하고, 피고인과 변호사들에게 법정 모독죄를 적용한다. 피고인들 사이의 긴장감은 고조된다.
수많은 위장 경찰과 FBI 요원들이 증언대에 선다. 시위 당시, 헤이든은 데이비스를 미행하는 두 명의 경찰관을 발견하고 그들의 타이어에서 바람을 빼려다 체포된다. 애비와 다른 시위자들은 경찰서로 항의하러 가지만, 경찰 저지선을 보고 돌아선다. 공원으로 돌아가려던 시위대는 경찰의 해산 명령에 따라 폭동이 일어난다. 며칠 후, 피고인들은 프레드 햄튼이 경찰 급습 중 사망했다는 소식을 듣는다. 실이 자신의 권리를 계속 주장하자 호프먼 판사는 그를 다른 방으로 끌고 가 구타한 뒤 입에 재갈을 물리고 쇠사슬로 묶어 법정으로 돌려보낸다. 이에 검찰과 변호인 측 모두 항의하고 호프먼 판사는 실에 대한 재판을 무효화한다.
변호인 측은 폭동 당시 법무장관이었던 램지 클라크를 증인으로 세우려 하지만, 호프먼 판사는 그가 시카고 경찰이 폭동을 선동했다는 증거 때문에 기소를 거부했다는 이유로 배심원단 앞에서 증언하는 것을 허락하지 않는다. 델린저는 법정 경위를 폭행하여 체포된다. 쿤슬러는 헤이든에게 불리한 내용이 담긴 녹음테이프를 제시하고, 그를 증인으로 준비시킨다. 폭동 당일 밤, 데이비스는 깃대를 오르려던 사람을 체포하려는 경찰을 진정시키려 했으나, 경찰은 데이비스의 머리를 구타했다. 분노한 헤이든은 "피가 흐른다면 도시 전체에 흐르게 하라!"라고 외쳤다. 이후 피고인들은 경찰에 포위되어 구타당한다. 애비는 헤이든의 실언을 지적하며 그의 발언은 "우리 피가 흐른다면..."으로 시작되었어야 한다고 말한다. 헤이든은 자신의 실수가 증언대에서 이용당할 수 있음을 깨닫고 애비에게 증언해달라고 요청한다. 애비는 이에 동의한다.
재판 막바지에, 헤이든은 호프먼 판사로부터 관대한 선고를 받을 수 있는 기회를 얻는다. 하지만 헤이든은 호프먼 판사의 반대에도 불구하고 최종 변론에서 재판이 시작된 이후 베트남 전쟁에서 사망한 4,752명의 군인 이름을 읊는다. 이 행동에 법정 안의 많은 사람들이 기립하여 환호하고, 심지어 슐츠 검사마저도 존경의 표시로 일어선다.

## 출연
- 사샤 배런 코언 - 애비 호프먼 역
- 에디 레드메인 - 톰 헤이든 역
- 앨릭스 샤프 - 레니 데이비스 역
- 제러미 스트롱 - 제리 루빈 역
- 노아 로빈스 - 리 와이너 역
- 대니얼 플래허티 - 존 프로인스 역
- 존 캐럴 린치 - 데이비드 델린저 역
- 야히아 압둘마틴 2세 - 보비 실 역
- 조지프 고든레빗 - 리처드 슐츠 역
- 프랭크 란젤라 - 줄리어스 호프먼 역
- 마크 라일랜스 - 윌리엄 쿤스틀러 역
- 켈빈 해리슨 주니어 - 프레드 햄프턴 역
- 마이클 키턴 - 램지 클라크 역
- 윌리엄 허트 - 존 N. 미첼 역
- J. C. 매켄지 - 톰 포런 역
- 토머스 미들디치
- 벤 솅크먼 - 레너드 와인글래스 역
- 맥스 애들러
- 웨인 듀발
- 케이틀린 피츠제럴드
- C. J. 윌슨
- 데이미언 영
- 존 도먼 - 존 미첼 역